# Altet
|  | Per a altres significats, vegeu «Altet (desambiguació)». |

Altet és poble de la comarca de l'Urgell integrat al terme de Tàrrega. Fins al 1969 va formar part del municipi de la Figuerosa, però anteriorment havia estat municipi independent, des de la creació d'aquests el 1812 fins a la seua reorganització el 1847. Administrativament s'organitza en una junta de veïns que representa al poble davant de l'Ajuntament targarí.

## Estructura urbana
L'ordenació urbana d'Altet fa pensar en l'existència d'un desaparegut clos del període medieval amb almenys dos portals, un al carrer de Baix i un altre al del Centre. Tanmateix, l'augment de la població en els segles xviii i xix eixamplà el poble més enllà del seu nucli originari i suposà l'obertura de nous carrers, que encara avui es diferencien dels primigenis.

## Història
La primera notícia d'Altet es remunta al 1099, quan l'acta de consagració de l'església de Guissona cita el temple del poble. A finals del segle xv, el lloc va ser comprat per la baronia de Soldevila i, al segle xvii, era propietat dels Erill, barons de l'Albi i de Cervià. El 1746, Francesc Galceran de Cartellà, Sabastida, Erill, Cardona, Fons i Desplà, baró de l'Albi i de Falgons, va vendre el lloc d'Altet i Lluçà al comerciant ennoblit Francesc de Clota i de Teixidor (vegeu Can Clota).
Vers el 1845, Altet comptava amb una escola pròpia que servia també als altres pobles veïns.

## Monuments d'interés
- Església de sant Pere. Temple neoclàssic construït el 1792, que deu substituir un edifici del període romànic.[3][6] Consta d'una sola nau de quatre trams, amb coberta de volta, capelles laterals i cor elevat als peus.[6]
- Castell de l'Ofegat. Fortalesa en ruïnes al cim d'un tossal. D'època medieval, apareix documentat per primera vegada el 1133.[7]

## Fauna i flora

### Flora
- Orquídea Ophrys peculum
- Malrubí negre (Ballota nigra subsp. foetida)
- Ruca - Oruga (Eruca vesicaria)

### Fauna
- Guineus, Raboses, Renards o Guilles
- Milà Reial (Milvus milvus)
- Gaig blau (Coracias garrulus)
- Voltor comú
- Cruixidell (Miliaria calandra)
- tallarol de casquet o busqueret de capell (Sylvia atricapilla)
- Conill de bosc (Oryctolagus cuniculus)